# پوشینک دندانی
پوشینک دندانی (نام علمی: Diplachne) نام یک سرده از تیره گندمیان است.